# K5/6次列车
K5/6次列车是中国铁路一班运行于陕西省省会西安市与四川省省会成都市之间的快速旅客列车，自2003年7月5日起开行，由成都铁路局成都客运段上海二队负责客运任务，是西安、成都间互开的第一班始发终到列车（现时两地始发终到的另一班列车为K879/880次列车，同样经陇海、宝成线运行）。列车使用25G型车体，沿陇海铁路、宝成铁路运行，全程842公里，跨越陕西、甘肃、四川三省，其中西安站至成都站运行15小时44分，使用车次为K5次；成都站至西安站运行15小时01分，使用车次为K6次。该列车目前是全路车次编号最小的非三进列车，但在2006年至2009年春运期间一度延长至北京。列車於2017年12月28日停运。

## 历史

### 北京-南宁/河内列车
K5/6这对车次曾于1998年至2000年用于柳州铁路局南宁客运段担当的北京西-南宁-河内国际联运列车。1998年10月1日，中国铁路实施第二次大提速，原5/6次列车将车体更换为长春客车厂、南京浦镇车辆厂、四方机车车辆厂新造的25K型客车共94辆，并升级为K5/6次快速列车（当时K字头快速列车的等级高于无前缀的特别快车）。当时K5/6次列车每周担当两次国际联运，南宁-同登间使用215/216这一车次，旅客在同登站换乘越南铁路M2/M1次列车前往河内。2000年10月21日，中国铁路实施第三次大提速，旅客列车的等级和车次被重新分类，K5/6次列车升级为T5/6次列车，原车次得以留空。

### 西安-成都列车

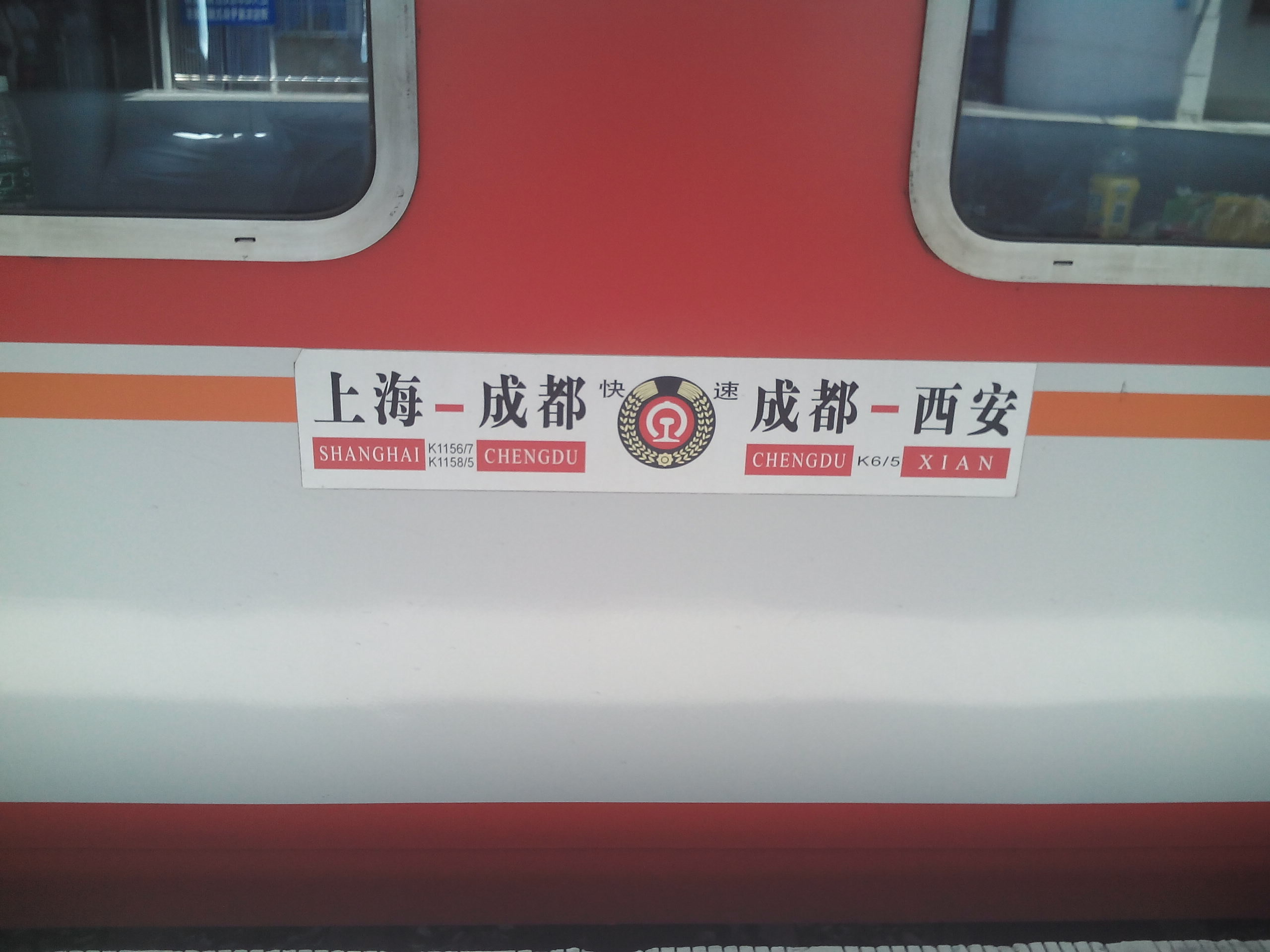
与K1156/1157、K1158/1155次列车套跑时的水牌（2014年7月）

以往乘火车来往西安、成都之间仍需乘坐T7/8次列车等过路车，两地间并无互相始发终到的列车。2003年7月5日，成都铁路局开通来往西成两地的K5/6次列车，经陇海、宝成线运行，西安至成都无始发列车的局面由此打破。此前，该列车的开行曾于2003年5月的运行图调整中被宣布。
2006年至2009年的春运期间，K5/6次列车一度经南同蒲、京原线延长至北京西站，春运后一段时间恢复原线。
2011年8月28日，由于成都至上海的K1156/1157、K1158/1155次列车开通，K5/6次列车的车底开始与这班成沪列车套跑，直至2014年12月10日解除套跑关系。
2017年12月28日，受西成客运专线开通影响，K5/6次列车正式停运，原车次得以留空。

## 列车编组
K5/6次列车自2014年12月10日与K1156/1157、K1158/1155次解套后使用配属成都铁路局成都车辆段的2组25G型DC600V集便车底。
| 车厢编号 | 1-9                      | 10         | 11           | 12-18        | 19           |
| 车型     | YZ25G 硬座车 （欠编2辆） | CA25G 餐车 | RW25G 软卧车 | YW25G 硬卧车 | XL25G 行李车 |

## 机车交路
K5/6次列车全程由配属西安铁路局西安机务段的韶山7D型电力机车牵引，其中因宝成铁路许多路段坡度大、坡长、弯道多，尤其在宝成铁路宝鸡至秦岭段需要加挂补机，由西安铁路局新丰镇机务段秦北运用车间使用HXD3型电力机车，以加大机车牵引力和制动力。
| 车站区段               | 西安 ↔ 成都                                                   | 宝鸡 ↔ 秦岭（补机）              |
| 本务机车 配属 司机更替 | 韶山7D型电力机车 西局西段 西安/成都司机在广元轮乘，宝鸡换司机 | HXD3型电力机车 西局新段 宝鸡司机 |

## 运行时刻
- 数据截至2015年5月1日：[17]

| K5次 | K5次   | K5次  | K5次  | 停靠站 | K6次  | K6次  | K6次   | K6次 |
| 里程 | 天数   | 到点  | 开点  | 停靠站 | 到点  | 开点  | 天数   | 里程 |
| ---- | ------ | ----- | ----- | ------ | ----- | ----- | ------ | ---- |
| 0    | 当天   | —     | 13:20 | 西安   | 12:15 | —     | 第二天 | 842  |
| 23   | 当天   | 13:38 | 13:42 | 咸阳   | 11:49 | 11:52 | 第二天 | 819  |
| 85   | 当天   | 14:24 | 14:26 | 杨陵   | ↑     | ↑     | 第二天 | 757  |
| 130  | 当天   | 14:56 | 14:58 | 蔡家坡 | 10:43 | 10:46 | 第二天 | 712  |
| 173  | 当天   | 15:31 | 15:48 | 宝鸡   | 09:59 | 10:14 | 第二天 | 669  |
| 324  | 当天   | 19:20 | 19:22 | 徽县   | ↑     | ↑     | 第二天 | 518  |
| 388  | 当天   | 20:39 | 20:46 | 略阳   | 04:56 | 05:02 | 第二天 | 454  |
| 444  | 当天   | 22:06 | 22:08 | 阳平关 | ↑     | ↑     | 第二天 | 398  |
| 523  | 第二天 | 00:06 | 00:16 | 广元   | 02:10 | 02:23 | 第二天 | 319  |
| 685  | 第二天 | 02:49 | 02:53 | 江油   | 23:31 | 23:35 | 当天   | 157  |
| 727  | 第二天 | 03:29 | 03:35 | 绵阳   | 22:45 | 22:52 | 当天   | 115  |
| 781  | 第二天 | ↓     | ↓     | 德阳   | 21:59 | 22:05 | 当天   | 61   |
| 842  | 第二天 | 05:04 | —     | 成都   | —     | 21:14 | 当天   | 0    |